# 王褒 (明朝)
王褒（？—1416年），字中美。福建闽县（今福州市）人，明朝政治人物。闽中十才子之一。

## 生平
洪武中期，授瑞州、长沙博士，任永丰县知县。永乐初年，任翰林修撰、《永乐大典》总裁官。